# Honigmann-Verfahren
Das Honigmann-Verfahren, auch Honigmann-Schachtbohrverfahren genannt, ist ein Schachtbohrverfahren für mildes, wasserführendes Gebirge. Es war aber auch teilweise für härtere Gesteinsschichten anwendbar. Es ist benannt nach dem Aachener Bergwerksbesitzer Fritz Honigmann. Das Verfahren wurde bis zu einer Teufe von 500 Metern eingesetzt.

## Geschichte
Zum ersten Mal wurde das Verfahren im Jahr 1896 angewandt. Honigmann wandte das Verfahren mit Erfolg beim Abbohren von zwei Schächten im Konzessionsfeld Oranje-Nassau in Holland an. Anschließend wandte Honigmann das Verfahren bei mehreren weiteren Schächten in Heerlen und im Aachener Bergrevier an. In der Mitte des 20. Jahrhunderts wurde das Verfahren von der Westrheinischen Tiefbohr- und Schachtbaugesellschaft zum Erstellen von Bohrschächten angewandt. Im Jahr 1969 wurde das Verfahren in der Volksrepublik China eingeführt und bei über 30 Schächten angewandt. Gegen Ende der 1970er Jahre wurde es zur Erstellung des Schachtes Arsbeck auf der Zeche Sophia-Jacoba eingesetzt. Das Verfahren wurde im 20. Jahrhundert durch das Gefrierverfahren verdrängt.

## Erforderliche Geräte und Werkzeuge
Für das Verfahren wird eine Drehtischanlage mit mehreren Bohrstufen benötigt. Die Schachtbohreinrichtung besteht aus einem hölzernen oder stählernem Abteufturm, der eine Mindesthöhe von 24 Metern hat. Zum Antrieb des Bohrers wird ein Drehstrommotor mit einer Leistung von 50 bis 100 Kilowatt verwendet. Zwischen Motor und Bohrer befinden sich ein Vorgelege und ein Zahnradgetriebe. Motor und Getriebe sind mittels Riementrieb miteinander verbunden. Das Getriebe wirkt auf ein Antriebsrad, das den Bohrer dreht. Bei moderneren Anlagen treibt der Motor einen hydraulischen Drehmomentwandler, hierüber wird dann das Antriebsrad angetrieben. Das Antriebsrad ist im Abteufturm in einer Höhe von ungefähr fünf Metern gelagert. Für das eigentliche Bohren werden mehrere Bohrer in unterschiedlichen Größen verwendet. Dabei richtet sich der Durchmesser des Bohrers nach der Festigkeit des zu bohrenden Gesteins. Bei lockerem Gebirge werden die Bohrkronen mit hartmetallbestückten Messern belegt, in hartem Gestein werden Rollenbohrer eingesetzt. Die Umdrehungszahl liegt in lockerem Gestein bei acht Umdrehungen pro Minute, bei mäßig festem Gestein muss mindestens mit der doppelten Drehzahl gebohrt werden. Das Bohrgestänge ist innen hohl, damit durch das Gestänge Druckluft gepresst werden kann. Die Druckluft wird hierfür durch eine Druckluftleitung bis zu einer Teufe von 20 bis 100 Metern geblasen. Dort wird die Druckluft in das Bohrgestänge eingeblasen. Um den vom Bohrlochtiefsten hochsteigenden Bohrschmand zu entfernen, wird dieser mit einer Art Mammutpumpe entfernt. Zur Abscheidung des Bohrkleins wird ein Klärbecken benötigt. Zur Entfernung von Sand werden Zyklone benötigt.

## Der Bohrvorgang
Bevor der eigentliche Schacht gebohrt wird, wird zunächst eine Untersuchungsbohrung in der Nähe des Schachtansatzpunktes mit einem Durchmesser von bis zu 110 Millimetern erstellt. Anschließend wird ein Vorschacht bis an den Grundwasserspiegel oder bis kurz davor abgeteuft. Um den Schacht zu bohren, wird als erstes ein Vorbohrloch mit einem Durchmesser von bis zu zwei Metern, möglichst bis zur vorgesehenen Endteufe des Schachtes, erbohrt. Anschließend wird der Schacht in mehreren Bohrstufen weiter aufgebohrt, bis er seinen Enddurchmesser erreicht hat. Der Bohrer dreht beim Bohrvorgang im sogenannten „toten Wasser“. Um die Bohrlochwand beim Bohren stabil zu halten, wird sie mittels einer ins Wasser beigemischten Tonspülung unter Gegendruck gehalten. Durch den aufgeschlämmten kolloidalen Ton erhält das Wasser künstlich eine höhere Dichte und somit die Wassersäule ein größeres Gewicht. Der Gegendruck der Tontrübe ist somit größer als der hydrostatische Druck des Wassers. Die Flüssigkeitssäule muss dabei bis zur Rasensohle anstehen. Der beim Bohren anfallende Bohrschmand wird durch das Bohrgestänge unter Zuhilfenahme der Druckluft über Tage ausgebracht. Da der Bohrdurchmesser zu groß ist, um bei einer direkten Spülung eine ausreichende Spülungsgeschwindigkeit zu erzeugen, muss das Bohrklein mittels indirekter Spülung aus dem Bohrloch ausgetragen werden. Das Gemisch aus Druckluft und Bohrtrübe steigt im Gestänge mit einer Geschwindigkeit von 2,5 bis drei Metern pro Sekunde im Gestänge auf. Dadurch können selbst größere Gesteinsbrocken mit einem Gewicht von 30 Kilogramm und einem Durchmesser von 0,25 Metern nach oben gespült werden. Das Bohrklein wird dabei über den Spülschlauch bis in ein Klärbecken gespült. Dort wird das Bohrklein von der Bohrtrübe getrennt, die Bohrtrübe wird wieder in den Schacht geleitet. Feiner Sand wird in einem Zyklonabscheider abgetrennt. Nachdem der Schacht bis ins feste Gebirge abgebohrt ist, wird der Schachtausbau eingebracht. Für den wasserdichten Ausbau wird eine gusseiserne Cuvelage verwendet.

## Anwendung, Probleme und deren Beseitigung
Das Verfahren ist sehr gut für das Erstellen von Schächten in Schwimmsandschichten geeignet. Auch Tonschichten können mit dem Verfahren durchbohrt werden, da der Ton durch die Bohrtrübe vor dem Hereinquellen gehindert wird. Die Wasserzuflüsse aus dem Gebirge können bei dem Verfahren beliebig groß sein. Bei bankig-festen Schichten mit vielen beieinanderliegenden Ablöseflächen und Klüften kann es zum Nachfallen von Geröll kommen. Problematisch sind auch Gebirgsstörungen und Hohlräume. Während des Abteufvorgangs ist keinerlei Ausbau erforderlich. Bei gebrächigen Schichten werden zur Sicherung der Schachtstöße zusätzliche an Drahtseilen befestigte Stahlblechzylinder mittels einer Winde in das Bohrloch eingebracht. Der Flüssigkeitspegel der Tontrübe muss gleichmäßig bis Rasensohle anstehen. Bei hoch anstehendem Grundwasser muss der Vorschacht bis zu einer Höhe von fünf Metern über die Rasensohle aufgemauert werden. Damit der erforderliche Gegendruck bereits bei Beginn des Vorbohrloches vorhanden ist, wird der Vorschacht mit Tontrübe gefüllt.